# Premis Butaca
Els Premis Butaca de teatre i cinema de Catalunya són uns premis teatrals i cinematogràfics catalans, creats l'any 1995 pels conductors d'un programa a la ràdio de Premià de Mar anomenat "Des de la Butaca": Glòria Cid, Toni Martín, Txús Cruz i Andreu Bertran, en reconeixement de les obres de teatre i pel·lícules estrenades a Catalunya. Els finalistes són designats per un jurat d'especialistes i els guardonats són votats directament pel públic, donant veu a l'espectador i legitimant la seva opinió. A més de ser els primers premis de teatre de votació popular de Catalunya, aquest fet els lliura de qualsevol manipulació i els desvincula d'empreses i organitzacions professionalment relacionades amb el món de l'espectacle.
Amb la voluntat de convertir la seva celebració en un esdeveniment de promoció i difusió del fet teatral i situar el públic com l'eix principal d'aquesta difusió, els premis es lliuren, des de 2006, a diverses ciutats catalanes.

## Categories
Des de 2022 es fa entrega de vint-i-cinc premis a les següents categories:
- Muntatge teatral
- Petit format
- Direcció
- Musical
- Espectacle per a públic familiar
- Actor teatral
- Actriu teatral
- Actor de repartiment
- Actriu de repartiment
- Actor de musical
- Actriu de musical
- Actriu revelació
- Actor revelació
- Escenografia
- Il·luminació
- Vestuari
- Caracterització
- Espai sonor
- Text teatral
- Composició musical
- Dansa
- Coreografia
- Intèrpret femenina de dansa
- Intèrpret masculí de dansa
- Honorífic

També s'hi afegeixen de forma excepcional premis especials com el "Premi Butaca a l'estima pel teatre" o el "Premi Butaca a la qualitat i el saber fer".

## Historial
| Edició | Any  | Indret                                                 |
| ------ | ---- | ------------------------------------------------------ |
| I      | 1995 | Premià de Mar, Barcelona                               |
| II     | 1996 | Premià de Mar, Barcelona                               |
| III    | 1997 | Premià de Mar, Barcelona                               |
| IV     | 1998 | Premià de Mar, Barcelona                               |
| V      | 1999 | Premià de Mar, Barcelona                               |
| VI     | 2000 | Premià de Mar, Barcelona                               |
| VII    | 2001 | Premià de Mar, Barcelona                               |
| VIII   | 2002 | Premià de Mar, Barcelona                               |
| IX     | 2003 | Pavelló d'Esports de Premià de Mar, Barcelona          |
| X      | 2004 | Pavelló d'Esports de Premià de Mar, Barcelona          |
| XI     | 2005 | Pavelló d'Esports de Premià de Mar, Barcelona          |
| XII    | 2006 | Espai Cúbic, Viladecans, Barcelona                     |
| XIII   | 2007 | Pavelló d'Esports Teresa Maria Roca, Mataró, Barcelona |
| XIV    | 2008 | Premià de Mar, Barcelona                               |
| XV     | 2009 | Museu Marítim de Barcelona                             |
| XVI    | 2010 | Artèria Paral·lel, Barcelona                           |
| XVII   | 2011 | Sala Fabià Puigserver, Teatre Lliure, Barcelona        |
| XVIII  | 2012 | Mercat de les Flors, Barcelona                         |
| XIX    | 2013 | Sala Tallers, Teatre Nacional de Catalunya, Barcelona  |
| XX     | 2014 | Teatre Principal, Barcelona                            |
| XXI    | 2015 | Espai Lliure, Teatre Lliure, Barcelona                 |
| XXII   | 2016 | Teatre Apol·lo, Barcelona                              |
| XXIII  | 2017 | Mercat de les Flors, Barcelona                         |
| XXIIV  | 2018 | Teatre-Auditori Sant Cugat, Sant Cugat del Vallès      |
| XXV    | 2019 | Mercat de les Flors, Barcelona                         |
| XXVI   | 2020 | Centre l'Amistat, Premià de Mar, Barcelona             |
| XXVII  | 2021 | Teatre Monumental, Mataró, Barcelona                   |
| XXVIII | 2022 | Pavelló d'Esports de Premià de Mar, Barcelona          |
| XXIX   | 2023 | Pavelló d'Esports de Premià de Mar, Barcelona          |
| XXX    | 2024 | Pavelló d'Esports de Premià de Mar, Barcelona          |

| Edició | Any  | Butaca al millor muntatge teatral      |
| ------ | ---- | -------------------------------------- |
| I      | 1995 | Sweeney Todd                           |
| II     | 1996 | Pel davant i pel darrera               |
| III    | 1997 | Àngels a Amèrica                       |
| IV     | 1998 | Paraules encadenades                   |
| V      | 1999 | La reina de bellesa de Leenane         |
| VI     | 2000 | La vida es sueño                       |
| VII    | 2001 | Titus Andrònic                         |
| VIII   | 2002 | Escenes d'una execució                 |
| IX     | 2003 | Dissabte, diumenge i dilluns           |
| X      | 2004 | El mestre i Margarida                  |
| XI     | 2005 | Forasters                              |
| XII    | 2006 | Antígona                               |
| XIII   | 2007 | Plataforma                             |
| XIV    | 2008 | Germanes                               |
| XV     | 2009 | La casa de Bernarda Alba               |
| XVI    | 2010 | El ball                                |
| XVII   | 2011 | Agost                                  |
| XVIII  | 2012 | Incendis                               |
| XIX    | 2013 | Els feréstecs                          |
| XX     | 2014 | L'Orfe del clan dels Zhao              |
| XXI    | 2015 | El Rei Lear                            |
| XXII   | 2016 | Dansa d'agost                          |
| XXIII  | 2017 | L'ànec salvatge                        |
| XXIV   | 2018 | Sopa de pollastre amb ordi             |
| XXV    | 2019 | Àngels a Amèrica                       |
| XXVI   | 2020 | Jerusalem                              |
| XXVII  | 2021 | Canto jo i la muntanya balla           |
| XXVIII | 2022 | L'oreneta                              |
| XXVIX  | 2023 | Tots eren fills meus                   |
| XXX    | 2024 | El dia del Watusi/La plaça del Diamant |